# Северный Кавказ в древности и средние века
Северный Кавказ в древности и средние века — книга, изданная в 1980 году в Москве. Содержит сборник статей посвящённые древней и средневековой истории Северного Кавказа. Ответственный редактор издания археолог, кавказовед В. И. Марковин.

## Из аннотации к книге
Сборник содержит статьи, рассматривающие исторические процессы на Кавказе тематически разносторонне и в широком хронологическом диапазоне. На основе новейших и ранее не публиковавшихся материалов автор исследуют культуру, архитектуру, дольменные сооружения, художественные изделия народов Кавказа от эпохи бронзы до позднего средневековья, которые ярко характеризуют исторические и этнические процессы этого региона. Издание содержит иллюстрации, чертежи и схемы.

## Статьи
Последняя статья в книге В. И. Марковина — Памятники зодчества в горной Чечне (по материалам исследований 1957—1965 гг.) представляет собой по существу первую сводку архитектурных памятников горной Чечни. Поэтому она наиболее значительная по объёму публикация в сборнике. Анализ этих памятников, предпринятый В. И. Марковиным, убедительно показывает их большую научную и художественную ценность.